# 생방송 오늘 (텔레비전 프로그램)
생방송 오늘은 대한민국의 KBS 2TV에서 방송되던 아침 생활 정보 프로그램이다.
2000년 5월 1일부터 2001년 11월 3일까지 1차로 방송되었다가 종영되었고, 생방송 세상의 아침이 해당 시간대에 대체 편성되어 약 8년간 방송한 뒤에 종영, 후속으로 다시 이 타이틀의 프로그램이 부활하여 2009년 10월 19일부터 2차로 방송하기 시작되었으며 2011년 5월 28일 종영되었다. 이 문서에서는 대부분 2009년에 신설된 프로그램 방송분을 기준으로 설명한다.

## 생방송 오늘 (2000)

### 방송 시간
| 방송 채널 | 방송 기간                         | 방송 요일            | 방송 부차   | 방송 시간                                                        |
| --------- | --------------------------------- | -------------------- | ----------- | ---------------------------------------------------------------- |
| KBS 2TV   | 2000년 5월 1일 ~ 2000년 10월 7일  | 매주 월요일 ~ 토요일 | 1부 2부 3부 | 아침 6시 30분 ~ 7시 아침 7시 ~ 7시 50분 아침 7시 50분 ~ 8시 20분 |
| KBS 2TV   | 2000년 10월 9일 ~ 2001년 11월 3일 | 매주 월요일 ~ 토요일 | 1부 2부 3부 | 아침 7시 ~ 7시 30분 아침 7시 30분 ~ 8시 아침 8시 ~ 8시 40분      |

### 역대 MC
※ 토요일 진행자는 1·2부의 진행자가 나뉘어 있었으나, 2000년 가을철 프로개편 부터는 1·2부를 모두 같은 진행자로 통일하였다.

#### 평일
- 왕종근, 변우영 : 2000.5.1 ~ 2001.11.2

#### 토요일
- 왕종근, 김한국, 이민영 : 2000.5.7 ~ 2000.10.7
- 왕종근, 최윤영 : 2000.10.14 ~ 2001.4.28
- 왕종근, 최원정[1] : 2001.5.5 ~ 2001.11.3

## 생방송 오늘 (2009)

### 방송시간

#### 월~금요일
- 1부는 아침 6시부터 7시까지, 2부는 아침 7시부터 8시까지 방송되었다.

| 방송 채널 | 방송 기간                          | 방송 시간                                                                          |
| --------- | ---------------------------------- | ---------------------------------------------------------------------------------- |
| KBS 2TV   | 2009년 10월 19일 ~ 2010년 5월 8일  | 평일 아침 6시 30분 ~ 8시 (1시간 30분) 토요일 아침 6시 30분 ~ 오전 9시 (2시간 30분) |
| KBS 2TV   | 2010년 5월 10일 ~ 2010년 12월 31일 | 평일 아침 6시 ~ 8시 (2시간) 토요일 아침 6시 50분 ~ 오전 9시 (2시간 10분)           |
| KBS 2TV   | 2011년 1월 1일 ~ 2011년 5월 28일   | 평일 아침 6시 ~ 8시 (2시간) 토요일 아침 7시 ~ 오전 9시 (2시간)                     |

#### 토요일
- 월~금요일보다 1시간 늦게 시작하여 1부는 아침 7시부터 8시까지, 2부는 아침 8시부터 9시까지 방송되었다.

| 방송 채널 | 방송 기간                          | 방송 시간                                                                          |
| --------- | ---------------------------------- | ---------------------------------------------------------------------------------- |
| KBS 2TV   | 2009년 10월 19일 ~ 2010년 5월 8일  | 평일 아침 6시 30분 ~ 8시 (1시간 30분) 토요일 아침 6시 30분 ~ 오전 9시 (2시간 30분) |
| KBS 2TV   | 2010년 5월 10일 ~ 2010년 12월 31일 | 평일 아침 6시 ~ 8시 (2시간) 토요일 아침 6시 50분 ~ 오전 9시 (2시간 10분)           |
| KBS 2TV   | 2011년 1월 1일 ~ 2011년 5월 28일   | 평일 아침 6시 ~ 8시 (2시간) 토요일 아침 7시 ~ 오전 9시 (2시간)                     |

### 역대 MC
※ 토요일 진행자는 2010년까지 1·2부의 진행자가 나뉘어 있었으나, 2011년부터는 1·2부를 모두 같은 진행자로 통일하였다.

#### 평일
- 2기 윤인구(24기)[2], 박은영(33기)[3] : 2009.10.19 ~ 2010.12.31
- 3기 윤인구, 이현주(35기)[4] : 2011.1.3 ~ 2011.5.27

#### 토요일
- 2기 오언종, 박지현(33기), 조우종[5], 엄지인 : 2009.10.24 ~ 2010.9.11
- 3기 오언종, 고민정, 조우종, 엄지인 : 2010.9.18 ~ 2010.12.25
- 4기 오언종, 고민정 : 2011.1.1 ~ 2011.4.30
- 5기 오언종, 김솔희[6] : 2011.5.7 ~ 2011.5.28

## 제공 시보(7시)(2001년)
- LG생활건강

## 경쟁 프로그램
- KBS 뉴스광장(KBS 1TV)
- MBC 뉴스투데이(MBC)
- 출발! 모닝와이드(SBS)
- 생방송 OBS(OBS)